# Козаки. Навколо світу
«Козаки. Навколо світу» — український анімаційний телесеріал, знятий на студії «Укранімафільм» Мариною Медвідь на основі персонажів серії короткометражних анімаційних фільмів. Прем'єра серіалу відбулась 14 жовтня 2018 року на телеканалі «1+1». Телесеріал розповідає про трьох запорозьких козаків, Ока, Грая і Тура, які подорожують країнами світу.

## Сюжет
Запорозькі козаки Око, Грай та Тур — відвідують Австралію, Індію й Америку, відкриваючи культурні та знакові особливості цих країн. Потрапляючи в різні пригоди, козаки вигадують загальновідомі символи саме цих країн.

## Виробництво

### Кошторис
«Козаки. Навколо світу» став переможцем четвертого конкурсного відбору Державного агентства України з питань кіно та одержав підтримку розміром 3 млн 157 тис. грн, що становить 55,5 % загальної вартості виробництва.

## Список епізодів
| № | Назва       | Режисер        | Сценаристи                                       | Дата показу    |
| --- | ----------- | -------------- | ------------------------------------------------ | -------------- |
| 1 | «Австралія» | Марина Медвідь | Олена Шульга, Олександр Вікен та Володимир Дахно | 14 жовтня 2018 |
| Козаки майструють повітряну кулю та вирушають в подорож. Невдовзі вони опиняються в джунглях Австралії, де козаки знайомляться з місцевим населення та їх культурою. Козаки рятують австралійських тварин від браконьєрів вигадуючи бумеранг та дошку для серфінгу. |             |                |                                                  |                |
| 2 | «Індія»     | Марина Медвідь | Олена Шульга, Андрій Куц та Денис Цикановський   | 14 жовтня 2018 |
| Під час повені течією козаків відносить до Індії, де вони роблять культурний обмін з місцевим населенням. Взаємодіючи за індійцями Грай навчає їх грати на сопілці, Око грати в шахи, а Тур звільняє хлопця від рабства.                                            |             |                |                                                  |                |
| 3 | «Америка»   | Марина Медвідь | Наталія Картузова та Володимир Дахно             | 14 жовтня 2018 |
| Копаючи колодязь козаки потрапляють до США, де вони пізнають світ голлівудського кіновиробництва. Герої потрапляють на кулінарне шоу, у якому випадково вигадують рецепт бургеру та перемагають.                                                                    |             |                |                                                  |                |

## Знімальна група
- Режисер: Марина Медвідь;
- Автори сценарію: Олена Шульга (1 і 2), Олександр Вікен (1), Володимир Дахно (1 і 3), Андрій Куц (2), Денис Цикановський (2), Наталія Картузова (3);
- Художники-постановники: Едуард Кирич, Наталія Тарабарова;
- Монтаж та композит: Сергій Точин;
- Композитор: Станіслав Семілєтов;
- Звукорежисер: Андрій Обод;
- Пісню "Їхав козак містом" виконує гурт "Kozak System";
- Художники-аніматори: Михайло Титов (у титрах Михайло Тітов), Тетяна Пугачевська, Дмитро Пічугін, Марина Медвідь;
- Дизайн персонажів: Марина Медвідь, Тетяна Пугачевська;
- Художники промалювання і фазування: Неля Настенко (у титрах Неллі Настенко), Тетяна Рашкевич, Олена Липинська, Надія Чижик, Тетяна Пугачевська, Наталія Тарабарова, Олена Дроздова;
- Розфарбування: Алла Шебанова, Каріна Шебанова, Олена Кас'яненко, Максим Сірчаний;
- Супервайзер проекту: Генріх Сікорські;
- Виконавчий продюсер: Євген Татарінов;
- Продюсер-виконавець: Дмитро Лісенбарт;
- Продюсер: Едуард Ахрамович.